# NGC 823
NGC 823 è una galassia lenticolare situata nella costellazione della Fornace, a una distanza di circa 194 milioni di anni luce dalla nostra Via Lattea.

## Scoperta
La galassia è stata scoperta il 14 ottobre 1830 dall'astronomo britannico John Herschel.

## Supernova
Il 23 novembre 2022, all'interno di NGC 823 è stata scoperta la supernova SN 2022abid (ZTF22abyelas). La supernova è stata classificata di tipo Ia, originatasi dall'esplosione di una nana bianca.